# 九江卫
九江衛，明朝在今江西省九江市设置的卫。
明朝的九江府就是唐宋的江州，韩宋龙凤七年（1361年），朱元璋改元朝的江州路为九江府。明太祖洪武二十二年（1389年）设九江衛，洪武二十三年（1390年）九月十六日设置九江衛中左千戶所，以本衛餘軍及達達軍士隸属，各設正副千戶二人、百戶十人、鎮撫一人。九江卫不属于都指挥使司，直属于前军都督府。清朝一直沿用九江衛的建制，清德宗光绪二十八年（1902年）废九江衛。